# Chasteubernard
Château-Bernard és un municipi francès situat al departament de la Isèra i a la regió d'Alvèrnia-Roine-Alps. L'any 2007 tenia 279 habitants.

## Demografia

### Població
El 2007 la població de fet de Château-Bernard era de 279 persones. Hi havia 132 famílies de les quals 48 eren unipersonals (40 homes vivint sols i 8 dones vivint soles), 44 parelles sense fills, 32 parelles amb fills i 8 famílies monoparentals amb fills.
La població ha evolucionat segons el següent gràfic:
Habitants censats

### Habitatges
El 2007 hi havia 391 habitatges, 134 eren l'habitatge principal de la família, 253 eren segones residències i 4 estaven desocupats. 195 eren cases i 195 eren apartaments. Dels 134 habitatges principals, 114 estaven ocupats pels seus propietaris, 13 estaven llogats i ocupats pels llogaters i 7 estaven cedits a títol gratuït; 9 tenien una cambra, 30 en tenien dues, 21 en tenien tres, 36 en tenien quatre i 38 en tenien cinc o més. 79 habitatges disposaven pel capbaix d'una plaça de pàrquing. A 80 habitatges hi havia un automòbil i a 51 n'hi havia dos o més.

### Piràmide de població
La piràmide de població per edats i sexe el 2009 era:
| Homes | Edats   | Dones |
| ----- | ------- | ----- |
| 0     | 95 o +  | 0     |
| 0     | 90 a 94 | 4     |
| 0     | 85 a 89 | 0     |
| 4     | 80 a 84 | 0     |
| 4     | 75 a 79 | 4     |
| 0     | 70 a 74 | 0     |
| 4     | 65 a 69 | 8     |
| 8     | 60 a 64 | 4     |
| 4     | 55 a 59 | 12    |
| 8     | 50 a 54 | 4     |
| 0     | 45 a 49 | 8     |
| 4     | 40 a 44 | 0     |
| 12    | 35 a 39 | 8     |
| 8     | 30 a 34 | 4     |
| 12    | 25 a 29 | 8     |
| 0     | 20 a 24 | 0     |
| 0     | 15 a 19 | 0     |
| 0     | 10 a 14 | 0     |
| 0     | 5 a 9   | 4     |
| 4     | 0 a 4   | 12    |

## Economia
El 2007 la població en edat de treballar era de 200 persones, 147 eren actives i 53 eren inactives. De les 147 persones actives 134 estaven ocupades (81 homes i 53 dones) i 13 estaven aturades (4 homes i 9 dones). De les 53 persones inactives 22 estaven jubilades, 16 estaven estudiant i 15 estaven classificades com a «altres inactius».

### Ingressos
El 2009 a Château-Bernard hi havia 152 unitats fiscals que integraven 316,5 persones, la mediana anual d'ingressos fiscals per persona era de 18.225 €.

### Activitats econòmiques
Dels 19 establiments que hi havia el 2007, 1 era d'una empresa alimentària, 4 d'empreses de construcció, 2 d'empreses de comerç i reparació d'automòbils, 1 d'una empresa de transport, 3 d'empreses d'hostatgeria i restauració, 1 d'una empresa d'informació i comunicació, 3 d'empreses de serveis, 2 d'entitats de l'administració pública i 2 d'empreses classificades com a «altres activitats de serveis».
Dels 5 establiments de servei als particulars que hi havia el 2009, 1 era un guixaire pintor, 1 fusteria, 1 lampisteria i 2 restaurants.
L'únic establiment comercial que hi havia el 2009 era una botiga de menys de 120 m².
L'any 2000 a Château-Bernard hi havia 6 explotacions agrícoles que ocupaven un total de 246 hectàrees.

## Poblacions més properes
El següent diagrama mostra les poblacions més properes.